# Moulin de San Moro

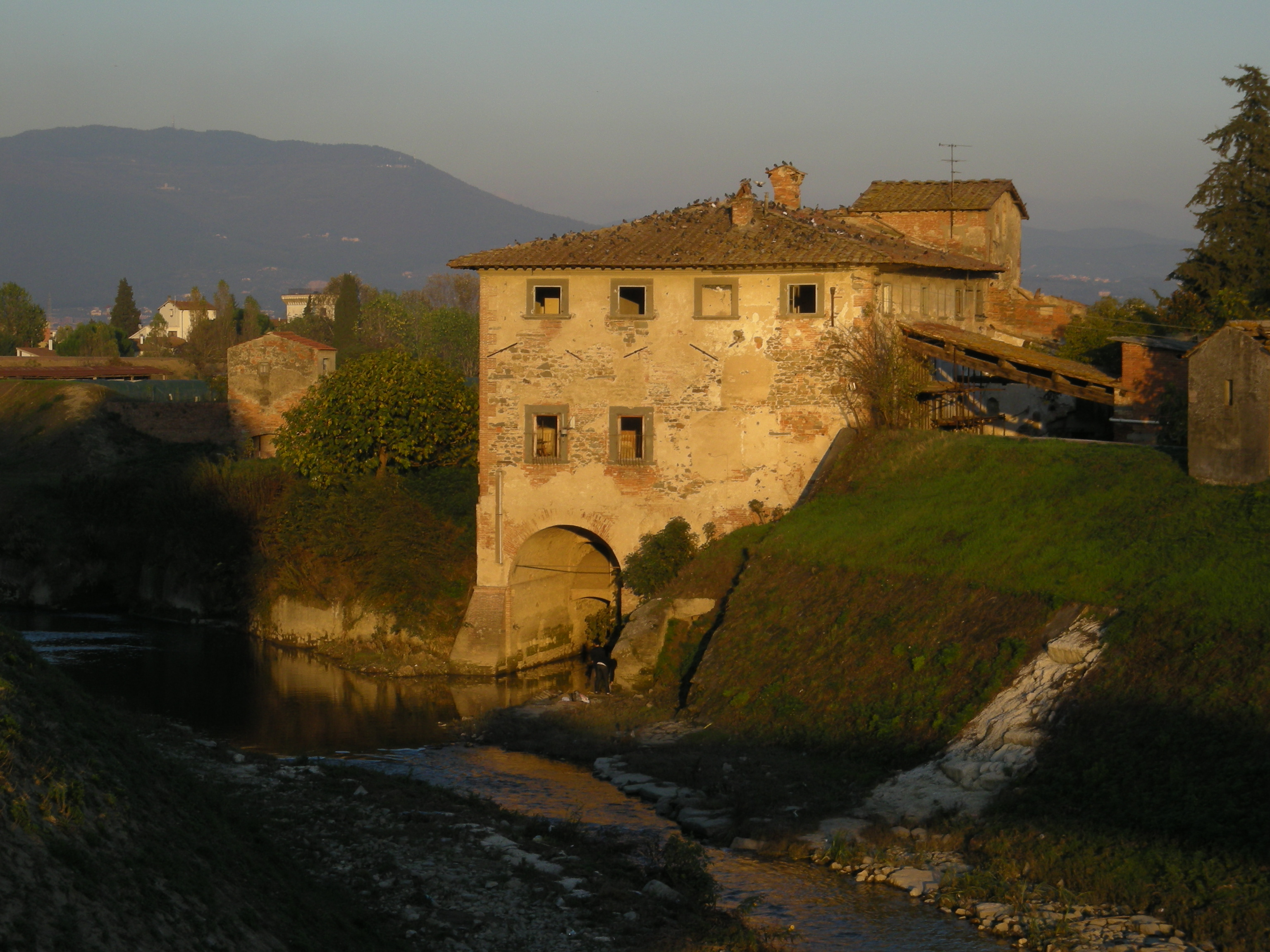
Le moulin de San Moro

Le moulin de San Moro est un moulin à eau situé à la confluence du Fosso Macinante (it) du Bisenzio sur la commune de Signa en Toscane.
Il tire son appellation de la version dialectale de la proche frazione San Mauro a Signa (it).
Daté du XVIIe siècle, il est l'unique exemplaire des nombreuses installations hydrauliques qui jadis jalonnaient le Fosso Macinante et conserve encore aujourd'hui, malgré un mauvais état de conservation, son mécanisme de meulage et autres détails architecturaux.
L'édifice, bien que situé sur la commune de Signa, appartient à la ville de Florence.